# Causing a Commotion
Causing a Commotion è un brano della cantautrice statunitense Madonna scritto da Madonna e Stephen Bray ed estratto il 25 agosto 1987 dall'etichetta discografica Sire Records come secondo singolo dell'album Who's That Girl - Original Motion Picture Soundtrack, colonna sonora del film Who's That Girl, interpretato dalla stessa Madonna e da Griffin Dunne.
In Giappone nel 1987 fu inserita anche in una pubblicità per Mitsubishi.

## Antefatti e produzione
Nel 1986 Madonna stava girando il suo terzo film, Who's That Girl, noto a quel tempo come Slammer. La cantante aveva bisogno di alcune canzoni per la colonna sonora del film, così contattò Patrick Leonard e Stephen Bray, con i quali quell'anno aveva già scritto e prodotto il suo terzo album in studio, True Blue.
Questa canzone, che richiama il singolo di Madonna del 1985 Into the Groove, nacque ispirata dalla relazione tra la popstar e l'allora marito Sean Penn e dalla natura tumultuosa e violenta del loro rapporto. Madonna sentiva che il suo matrimonio con Penn era sul punto di rompersi e decise di parlarne.

## Promozione e accoglienza
Alla sua uscita la canzone ricevette pareri contrastanti da parte dei critici. Tuttavia raggiunse le prime 10 posizioni nelle classifiche di Stati Uniti, Australia, Nuova Zelanda, Canada, Irlanda, Italia, Svizzera, Svezia e Regno Unito.
Andrzej Ciuk, uno dei redattori del libro Exploring Space, osservò che la frase "gli opposti si attraggono" contenuta nel testo rappresenta un ingrediente fondamentale nel concetto culturale di amore. Madonna canta: "Hai trovato il tuo fiammifero quando hai incontrato me, so che non sarai d'accordo, è folle, ma gli opposti si attraggono, vedrai, e non ti lascerò scappare così facilmente.".

## Videoclip
Il video della canzone fu realizzato utilizzando una sua esibizione durante il Who's That Girl Tour.

## Interpretazioni dal vivo
Madonna interpretò la canzone dal vivo durante il Who's That Girl Tour nel 1987 indossando una giacca in lamé d'oro, accompagnata da due ballerini ciascuno con una pistola in pugno, e nel Blond Ambition Tour nel 1990 indossando un outfit descritto dall'autore di Madonnastyle Carol Clerk come "una perfetta combinazione visiva tra maschile e femminile": si componeva, infatti, di un abito a doppio petto con una giacca stretta tagliata a fessure, che consentiva al reggiseno conico di essere visibile. La performance, composta di recitazione e ballo, terminava con la cantante che simula a mosse di pugilato con le sue vocalist.
Entrambe le interpretazioni andarono a far parte degli home video relativi ai due tour.

## Classifiche
Causing a Commotion ebbe molto successo nelle classifiche di tutto il mondo. Negli Stati Uniti raggiunse la posizione n°2 mantenendola per 3 settimane. Fu una top 10 in molti Paesi tra cui Canada, Regno Unito, Irlanda, Belgio, Paesi Bassi, Italia, Svizzera, Norvegia, Australia e Nuova Zelanda. Fu n°1 nella classifica dance statunitense e in Giappone.
| Classifica (1987) | Posizione massima |
| ----------------- | ----------------- |
| Australia         | 7                 |
| Austria           | 14                |
| Belgio            | 2                 |
| Canada            | 2                 |
| Paesi Bassi       | 3                 |
| Germania          | 14                |
| Irlanda           | 2                 |
| Italia            | 4                 |
| Norvegia          | 10                |
| Nuova Zelanda     | 6                 |
| Spagna            | 21                |
| Sudafrica         | 16                |
| Svezia            | 13                |
| Svizzera          | 9                 |
| Regno Unito       | 4                 |
| Stati Uniti       | 2                 |

### Classifiche di fine anno
| Classifica (1987) | Posizione |
| ----------------- | --------- |
| Belgio            | 37        |
| Canada            | 42        |
| Italia            | 24        |
| Stati Uniti       | 46        |